# FC 08 Hombourg
Maillots
Actualités
Le FC 08 Hombourg est un club allemand de football basé à Hombourg.

## Historique
- 1905 : fondation du club sous le nom de FV 1908 Homburg
- 1945 : fermeture du club
- 1945 : refondation du club sous le nom de SV 1908 Homburg
- 1954 : le club est renommé FC 08 Homburg
- 1986 : FC 08 Hombourg est promu en Bundesliga

## Palmarès
- Champion d'Allemagne de deuxième division : 1986

## Anciens joueurs
- Chadli Amri
- Jimmy Hartwig
- Miroslav Klose
- Werner Kohlmeyer
- Andrzej Buncol
- Roman Wójcicki
- Teodor Rus